# Passeport maldivien
Le passeport maldivien est un document de voyage international délivré aux ressortissants maldiviens, et qui peut aussi servir de preuve de la citoyenneté maldivienne. 

## Liste des pays sans visa ou visa à l'arrivée
Togo